# Dennis Scott
Dennis Eugene Scott (Hagerstown, 5 de setembro de 1968) é um ex-jogador norte-americano de basquete profissional.
Ele jogou basquete universitário por Georgia Tech, onde levou sua equipe para o Final Four do Torneio da NCAA em 1990, e foi selecionado pelo Orlando Magic como a 4º escolha geral no draft da NBA de 1990. Scott jogou 10 temporadas na National Basketball Association (NBA). Ele é mais conhecido por seu tempo com o Magic, onde ajudou a levar a equipe às finais da NBA em 1995.

## Carreira no ensino médio
Scott estudou e jogou na Flint Hill Prep, em Oakton, Virgínia. O time da escola terminou em primeiro lugar no ranking nacional no último ano de Scott (1987). Em seu penúltimo ano, seu time terminou classificado como o segundo melhor do país pelo USA Today e como o melhor pelo anuário Blue Ribbon. Dada sua altura, força, habilidade de arremesso e agilidade, Scott jogou em todas as posições durante sua carreira no ensino médio.

## Carreira universitária
Scott teve uma excelente carreira universitária por Georgia Tech, liderando-os ao Torneio da NCAA em todos os anos em que jogou. Durante sua terceira temporada, 1989–90, ele conduziu a equipe à vitória no Torneio da ACC e foi nomeado Jogador do Ano da ACC. Ele também liderou a equipe até a Final Four do Torneio da NCAA naquela temporada, sendo derrotado pelo eventual campeão, UNLV. Scott entrou no draft da NBA após sua terceira temporada, abrindo mão de seu último ano de elegibilidade universitária. Em 2002, Scott foi nomeado para o time do 50º aniversário do basquete masculino da ACC, homenageando os 50 maiores jogadores da história da ACC.

## Carreira profissional

#### Orlando Magic
Scott passou a maior parte de sua carreira com o Orlando Magic, ganhando o apelido de 3-D por sua capacidade de acertar consistentemente arremessos de três pontos. Até a seleção de Shaquille O'Neal no draft da NBA de 1992, Scott e Nick Anderson eram os principais pontuadores do Magic. Na temporada de 1995-96, Scott estabeleceu um recorde de arremessos de três pontos em uma única temporada da NBA com 267 (quebrado dez anos depois por Ray Allen). Ele também estabeleceu o recorde da NBA para o maior número de arremessos de três pontos feitos em um único jogo com 11 em 18 de abril de 1996. No arremesso que quebrou o recorde, a assistência veio de seu companheiro de equipe e detentor do recorde anterior, Brian Shaw (que fez 10 arremessos em 8 de abril de 1993). Esse recorde também foi quebrado por Kobe Bryant, que fez 12 arremessos de três pontos em 7 de janeiro de 2003, Donyell Marshall, que fez 12 arremessos de três pontos em 12 de março de 2005, e Stephen Curry, que fez 12 arremessos de três pontos em 27 de fevereiro de 2016. O companheiro de equipe de Curry, Klay Thompson, agora detém o recorde após fazer 14 arremessos contra o Chicago Bulls em 29 de outubro de 2018.
Scott foi homenageado pelo Magic em 26 de março de 2006, como parte do programa "Remember the Past Nights", onde o Magic relembra jogadores passados por suas conquistas. Outros jogadores homenageados até agora foram Nick Anderson e Scott Skiles. Em 2008, Jay Bilas classificou seus arremessadores pessoais na história da NCAA e Scott ficou em primeiro lugar em sua lista.

#### Resto da carreira
Além de sua carreira de sete anos com o Orlando Magic, Scott também teve passagens curtas por outros times. Em 24 de setembro de 1997, ele foi trocado para o Dallas Mavericks em troca de Derek Harper e Ed O'Bannon. Scott havia sido trocado para os Mavericks após uma tumultuada pré-temporada, onde, frustrado com a equipe, teve um colapso em um evento de acampamento de verão do qual era convidado para crianças, tocando músicas com letras explícitas e lançando insultos velados à organização do Magic. No meio da temporada de 1997-98, os Mavericks trocaram Scott para o Phoenix Suns em troca de Cedric Ceballos. Ele também jogou pelo New York Knicks, Minnesota Timberwolves (1998-99) e Vancouver Grizzlies (1999-2000). Scott não jogou na temporada de 2000-01 depois de ser dispensado pelo Washington Wizards. Em 2001, ele tentou um retorno à NBA com o Los Angeles Lakers (com ex-companheiros de Orlando, Shaquille O'Neal e Brian Shaw), mas devido à abundância de talento veterano já no elenco, os Lakers decidiram seguir com outro jogador e dispensaram Scott após o campo de treinamento.

## Pós-carreira

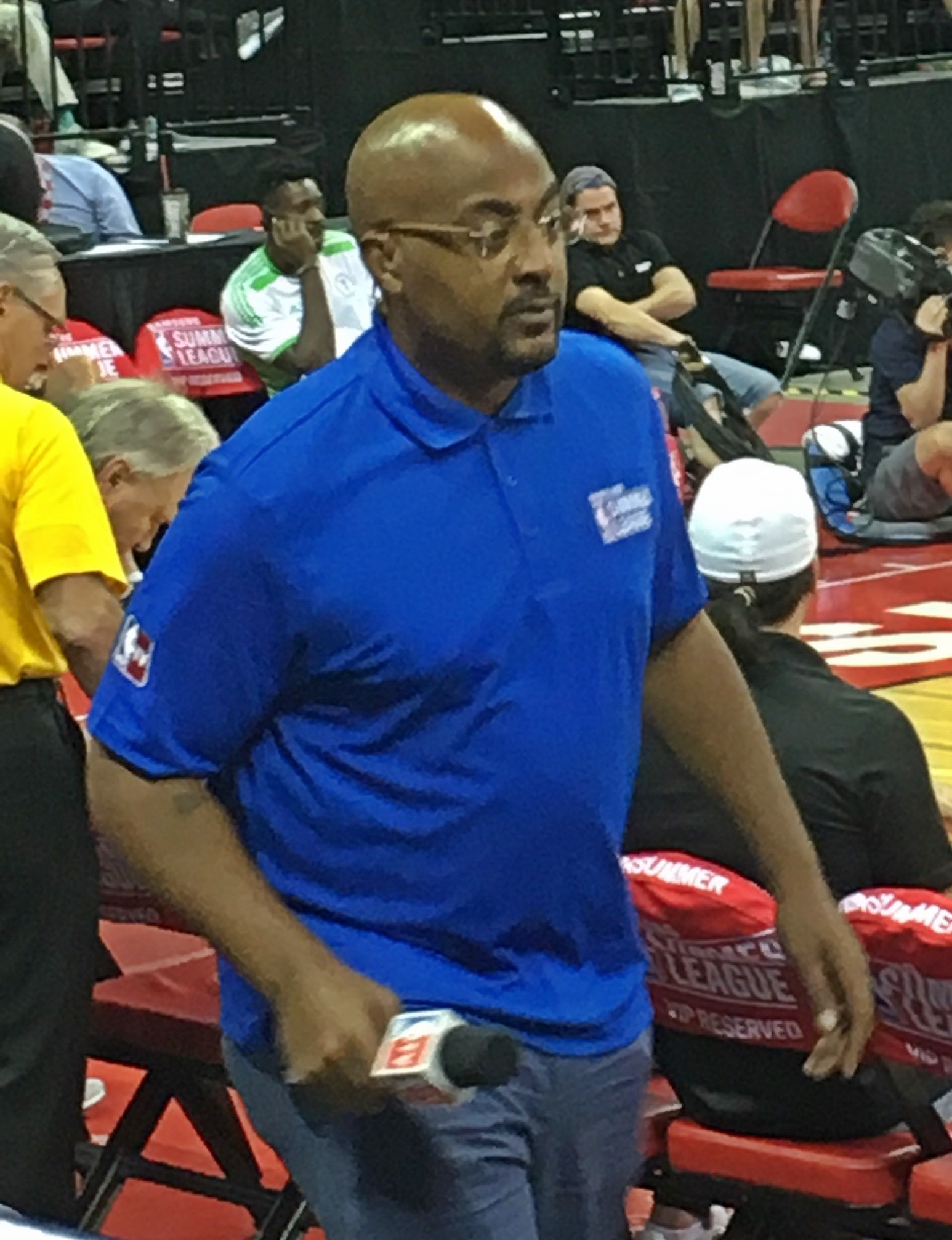
Scott trabalhando na NBA TV

Atualmente, Scott atua como comentarista para a TNT Sports. Ele também já atuou como gerente geral do Atlanta Vision da American Basketball Association.

## Estatísticas da NBA

### Temporada regular
| Ano       | Equipe    | PJ  | PT  | MPJ  | AP   | 3P   | LL   | RT  | AS  | BR  | TO | PPJ  |
| --------- | --------- | --- | --- | ---- | ---- | ---- | ---- | --- | --- | --- | -- | ---- |
| 1990–91   | Orlando   | 82  | 73  | 28.5 | .425 | .374 | .750 | 2.9 | 1.6 | .8  | .3 | 15.7 |
| 1991–92   | Orlando   | 18  | 15  | 33.8 | .402 | .326 | .901 | 3.7 | 1.9 | 1.1 | .5 | 19.9 |
| 1992–93   | Orlando   | 54  | 43  | 32.6 | .431 | .403 | .786 | 3.4 | 2.5 | 1.1 | .3 | 15.9 |
| 1993–94   | Orlando   | 82  | 37  | 27.8 | .405 | .399 | .774 | 2.7 | 2.6 | 1.0 | .4 | 12.8 |
| 1994–95   | Orlando   | 62  | 10  | 24.2 | .439 | .426 | .754 | 2.4 | 2.1 | .7  | .2 | 12.9 |
| 1995–96   | Orlando   | 82  | 82* | 37.1 | .440 | .425 | .820 | 3.8 | 3.0 | 1.1 | .4 | 17.5 |
| 1996–97   | Orlando   | 66  | 62  | 32.8 | .398 | .394 | .792 | 3.1 | 2.1 | 1.1 | .3 | 12.5 |
| 1997–98   | Dallas    | 52  | 42  | 34.6 | .387 | .344 | .822 | 3.8 | 2.5 | .8  | .6 | 13.6 |
| 1997–98   | Phoenix   | 29  | 3   | 17.0 | .438 | .449 | .667 | 1.7 | 0.8 | .3  | .2 | 6.2  |
| 1998–99   | New York  | 15  | 0   | 13.7 | .304 | .276 | .250 | 1.3 | 0.5 | .2  | .1 | 2.9  |
| 1998–99   | Minnesota | 21  | 9   | 25.3 | .446 | .426 | .815 | 1.8 | 1.5 | .6  | .1 | 9.1  |
| 1999–2000 | Vancouver | 66  | 0   | 19.1 | .375 | .376 | .842 | 1.6 | 1.0 | .4  | .1 | 5.6  |
| Carreira  | Carreira  | 629 | 376 | 27.2 | .407 | .384 | .747 | 2.6 | 1.8 | .7  | .2 | 12.0 |

### Playoffs
| Ano      | Equipe   | PJ | PT | MPJ  | AP   | 3P   | LL   | RT  | AS  | BR  | TO  | PPJ  |
| -------- | -------- | -- | -- | ---- | ---- | ---- | ---- | --- | --- | --- | --- | ---- |
| 1994     | Orlando  | 3  | 3  | 33.0 | .341 | .318 | .800 | 2.0 | 1.0 | .7  | 1.0 | 14.3 |
| 1995     | Orlando  | 21 | 15 | 35.5 | .413 | .371 | .850 | 3.0 | 2.1 | 1.0 | .2  | 14.7 |
| 1996     | Orlando  | 12 | 12 | 37.2 | .414 | .377 | .636 | 3.6 | 1.9 | .8  | .1  | 11.3 |
| 1997     | Orlando  | 5  | 1  | 18.8 | .261 | .273 | .000 | 1.8 | 1.0 | .4  | .0  | 3.0  |
| 1998     | Phoenix  | 4  | 0  | 15.5 | .412 | .375 | .000 | 2.0 | .3  | .3  | .0  | 4.3  |
| Carreira | Carreira | 45 | 31 | 28.0 | .368 | .342 | .457 | 2.4 | 1.2 | .6  | .2  | 9.5  |